# 垣曲県
垣曲県（えんきょく-けん）は中華人民共和国山西省運城市に位置する県。

## 歴史
戦国時代、魏により垣邑と称されていた。前漢の時代になると垣県が設置され、後漢の時代には東垣県、南北朝時代になると470年（皇興4年）に白水県、559年（武成元年）には北周により毫城県と改称されている。
607年（大業3年）、隋朝により垣県、更に宋代になると垣曲県と改称され現在に至る。

## 行政区画
- 鎮:新城鎮、歴山鎮、古城鎮、王茅鎮、毛家湾鎮
- 郷:蒲掌郷、英言郷、解峪郷、華峰郷、長直郷、皋落郷